# Munna studeri
Munna studeri là một loài chân đều trong họ Munnidae. Loài này được Hiegendorf miêu tả khoa học năm 1893.